# 한니발 라이징 (영화)
한니발 라이징(Hannibal Rising)은 2007년 공개된 영국의 영화로, 동명의 소설을 원작으로 한다.

## 줄거리
1944년, 리투아니아의 렉터 성에서 어린 시절을 보낸 한니발 렉터는 나치 침공으로 가족과 함께 숲 속 별장으로 피신한다. 3년 후, 독일군이 물러가고 얼마 지나지 않아 무장 SS 민병대가 별장을 습격하여 음식이 부족해지자 한니발과 그의 여동생 미샤를 위협한다.
1952년, 렉터 성은 고아원이 되고 한니발은 그곳에서 폭력적인 학우를 제압한 후 파리로 탈출, 숙모인 무라사키 부인과 함께 살게 된다. 그녀에게 일본 무술을 배우며 성장한 한니발은 숙모를 모욕한 정육점 주인을 살해하며 첫 살인을 저지른다. 전쟁에서 가족을 잃은 프랑스 경찰 파스칼 포필 경감은 이 사건을 수사하지만, 숙모의 도움으로 한니발은 처벌을 피한다.
의대에 최연소로 입학한 한니발은 해부용 시신을 다루는 일을 한다. 어느 날, 전쟁 범죄자가 마취제 주사를 맞고 범죄를 상세히 기억하는 것을 목격한 후, 한니발은 자신의 기억을 되살리기 위해 동일한 주사를 놓는다. 그 결과, 여동생 미샤를 살해한 자들이 식인 행위를 했다는 끔찍한 진실을 떠올린다. 복수를 다짐한 한니발은 리투아니아로 돌아가 가족이 죽은 별장터를 파헤쳐 미샤의 유해를 수습하고, 그녀를 살해한 무리의 표식을 찾아낸다.
그들을 추적하던 중, 그는 한 명을 잡아 그들의 위치를 알아낸 뒤 살해하고, 다른 한 명을 찾아가 그의 딸이 미샤의 팔찌를 차고 있는 것을 발견한다. 도망간 자들을 죽여나가는 과정에서 포필 경감은 그를 다시 의심한다. 숙모는 복수를 그만두라고 하지만, 한니발은 미샤와의 약속이라며 거절한다. 마침내 한니발은 악당들의 우두머리 그루타스를 찾아내고, 그루타스가 미샤의 뼈로 끓인 국물을 자신에게 먹였다는 충격적인 진실을 듣게 된다. 분노한 한니발은 그루타스를 잔인하게 살해하지만, 그의 행동에 충격을 받은 숙모는 떠난다.
한니발은 나머지 일당을 쫓아 캐나다로 건너가 복수를 마친 후 미국으로 떠난다.

## 출연

### 주연
- 가스파르 울리엘
- 리스 이판
- 공리
- 헬레나 리아 타초브스카

### 조연
- 도미닉 웨스트
- 아란 토마스
- 케빈 맥키드
- 리처드 블레이크

## 기타
- 원작자: 토머스 해리스
- Line PD: 가이 태너힐
- 공동제작: 크리스 커링
- 공동제작: 펫 모라벡
- 공동제작: 필 로벗슨
- 미술: 알란 스타스키
- 의상: 안나 B. 쉐파드
- Ass-PD: 로렌조 드 마이오
- 배역: 레오 데이비스